# 테트리스 (게임보이 비디오 게임)
테트리스(Tetris, 일본어: テトリス)는 닌텐도가 게임보이용으로 1989년 개발하고 배급한 퍼즐 게임이다. 알렉세이 파지트노프의 오리지널 테트리스의 포터블 버전이며 북아메리카와 유럽에서 게임보이 버전으로 출시되었다. 2개의 게임 콘솔이 다인용 목적으로 연결할 수 있게 하는 팩인 액세서리인 게임 링크 케이블과 호환되는 최초의 게임이다. 컬러화된 리메이크 게임이 테트리스 DX(Tetris DX)라는 제목의 게임보이 컬러 버전으로 출시되었다. 닌텐도 3DS 버추얼 콘솔 버전의 테트리스는 2011년 12월 출시되었으며 여기에는 다인용 기능이 제외되어 있다.

## 평가
테트리스는 게임보이의 킬러 앱으로 평가받는다. 1989년 8~9월 기간 중 일본 판매 차트에서 최상위를 찍었으며 1989년 12월부터 1990년 1월 사이에서도 같은 결과를 냈다.